# Hysterocrates didymus
Hysterocrates didymus é uma espécie de aranha pertencente à família Theraphosidae (tarântulas).